# Opgørelse af folketingsvalg
Opgørelse af folketingsvalg, det vil sige at finde ud af hvem der er blevet valgt til Folketinget efter et folketingsvalg, foregår i flere trin.
Der skal fordeles i alt 135 kredsmandater i 10 valgkredse, kaldet storkredse, på de opstillede partier samt eventuelle kandidater uden for partierne. Dette vil som regel favorisere de store partier, så for at sikre at de enkelte partiers antal mandater står i bedre forhold til partiets samlede antal stemmer, fordeles 40 tillægsmandater. Men ikke alle partier kan deltage i tildelingen af tillægsmandater idet der er en spærreregel som udelukker de mindste partier. Først fordeles tillægsmandater på de partier som har ret til tillægsmandater, og på landsdele. Dernæst fordeles hvert partis tillægsmandater på valgkredsene. Og endeligt bestemmes i hver valgkreds hvilke af de opstillede mandater som bliver valgt. Dette kan ske på forskellige måder idet de personlige stemmer og stemmer på partiet behandles forskelligt afhængigt af hvilken opstillingsform de enkelte partier har valgt at benytte.
Valgene på Færøerne og i Grønland opgøres helt uafhængigt af valget i Danmark. Færøerne og Grønland vælger hver 2 medlemmer af Folketinget i en enkelt valgkreds.

## Lovgivning
De overordnede principper for valget findes i Grundlovens kapitel 4. De relevante paragraffer for opgørelse af folketingsvalg er:
- § 28. Folketinget udgør een forsamling bestående af højst 179 medlemmer, hvoraf 2 medlemmer vælges på Færøerne og 2 i Grønland.
- § 31. Stk. 1. Folketingets medlemmer vælges ved almindelige, direkte og hemmelige valg.
  - Stk. 2. De nærmere regler for valgrettens udøvelse gives ved valgloven, der til sikring af en ligelig repræsentation af de forskellige anskuelser blandt vælgerne fastsætter valgmåden, herunder hvorvidt forholdstalsvalgmåden skal føres igennem i eller uden forbindelse med valg i enkeltmandskredse.
  - Stk. 3. Ved den stedlige mandatfordeling skal der tages hensyn til indbyggertal, vælgertal og befolkningstæthed.

Alle detaljerne vedrørende opgørelse af folketingsvalg findes i tre valglove:
- Lov om valg til Folketinget (folketingsvalgloven).[2]
- Lov om folketingsvalg på Færøerne.[3]
- Lov om folketingsvalg i Grønland.[4]

## Oversigt
De 135 kredsmandater fordeles ved d'Hondts metode i landets ti storkredse, som hver råder over et fastlagt antal mandater. De 40 tillægsmandater bruges til at udligne resultatet på landsplan, sådan at partierne får netop det antal mandater der svarer til deres del af stemmerne via den største brøks metode. Små partier har typisk svært ved at opnå kredsmandater, men får via tillægsmandaterne alligevel det korrekte antal mandater. Partier er dog udelukket fra tillægsmandater hvis de ikke når over en af de tre spærregrænser. I praksis er der kun en spærregrænse, den som kræver, at partiet får over 2 procent af stemmerne for at få tillægsmandater – derfor kaldes den ofte blot spærregrænsen. (De to andre spærregrænser, se nedenfor, har aldrig givet valg uden at 2 procents-grænsen også gav valg).

## Kredsmandater
Landet er opdelt i 10 storkredse. Til hver kreds hører et antal kredsmandater, der i hver storkreds fordeles efter den d'Hondtske metode. Det går ud på, at de enkelte partiers stemmetal divideres med faktorene 1, 2, 3, 4 og så videre så langt, som det aktuelt er nødvendigt. Herefter fordeles kredsmandaterne således, at partiet med den største af de fremkomne kvotienter får det første kredsmandat, partiet med den næststørste kvotient får det andet kredsmandat og så fremdeles til alle kredsmandaterne er fordelt. Er to kvotienter lige store trækkes der lod.
- Se også: Valgkredse i Danmark#Den femårige stedlige fordeling af mandaterne

### Eksempel
I dette eksempel skal der fordeles 8 kredsmandater. Ved divideringen af de enkelte partiers stemmetal er fremkommet de givne tal. De otte største tal er markeret med stjerne og er udslagsgivende for fordelingen af kredsmandaterne.
| nævner  | /1       | /2      | /3      | /4      | /5     | /6     | /7     | /8     | Mandater (*) | Forholdsmæssig fordeling |
| ------- | -------- | ------- | ------- | ------- | ------ | ------ | ------ | ------ | ------------ | ------------------------ |
| Parti A | 100.000* | 50.000* | 33.333* | 25.000* | 20.000 | 16.666 | 14.286 | 12.500 | 4            | 3.48                     |
| Parti B | 80.000*  | 40.000* | 26.666* | 20.000  | 16.000 | 13.333 | 11.428 | 10.000 | 3            | 2.78                     |
| Parti C | 30.000*  | 15.000  | 10.000  | 7.500   | 6.000  | 5.000  | 4.286  | 3.750  | 1            | 1.04                     |
| Parti D | 20.000   | 10.000  | 6.666   | 5.000   | 4.000  | 3.333  | 2.857  | 2.500  | 0            | 0.70                     |

## Tillægsmandater
For at tildele tillægsmandater opdeles landet i tre landsdele: Hovedstaden, Sjælland-Syddanmark og Midtjylland-Nordjylland. Et parti kan få tildelt tilægsmandater hvis en af følgende betingelser er opfyldt:
- opnået mindst ét kredsmandat
- i to af de tre landsdele har fået lige så mange stemmer som det gennemsnitlige antal gyldige stemmer delt med antallet af kredsmandater
- opnået mindst 2% af det samlede antal stemmer XX

Stemmetallet for de partier der opfylder et af ovenstående krav lægges sammen og divideres med 175 fratrukket antallet af valgte løsgængere. Det vil sige at hvis der bliver valgt en enkelt løsgænger på et kredsmandat deles med 174. Hvert partis stemmetal divideres med resultatet, dette tal rundes ned og giver antallet af mandater partiet burde have i Folketinget. Giver dette for få mandater tildeles de manglede mandater ved at de partier, som har den største brøkrest efter nedrundingen, hver får et ekstra mandat.
Hvert parti tildeles så et antal tillægsmandater der svarer til forskellen mellem antallet af partiets kredsmandater og ovenstående udregnede antal mandater.
I sjældne tilfælde kan et parti være så stærkt, for eksempel efter en jordskredssejr, at det får 1-2 flere kredsmandater end det er berettiget til via den landsdækkende beregning af tillægsmandaterne. Hvis et parti på denne måde har fået "for mange" kredsmandater, laves der en ny beregning hvor partiet og dets mandater er udeladt. Partiet får lov til at beholde de overskydende kredsmandater og bliver således overrepræsenteret i Folketinget. I visse lande, f.eks. Tyskland, udvides parlamentet i sådanne tilfælde med ekstra mandater, så antallet passer,[kilde mangler] men i Danmark er Folketingets størrelse lagt fast på 175 danske mandater.

## Baggrund
Systemets formål er dels at sikre et retfærdigt forhold mellem partierne, der afspejler vælgernes stemmer, dels at sørge for at folketingsmedlemmerne har lokal tilknytning og repræsenterer alle dele af landet. Begge hensyn er fastlagt i grundlovens § 31, stk. 2, der fastslår:
De nærmere regler for valgrettens udøvelse gives ved valgloven, der til sikring af en ligelig repræsentation af de forskellige anskuelser blandt vælgerne fastsætter valgmåden, herunder hvorvidt forholdstalsvalgsmåden skal føres igennem i eller uden forbindelse med valg i enkeltmandskredse.

## Historie
Indtil 1915 blev folketingsmændene valgt i enkeltmandskredse, og indtil 1920 eksisterede der en overgangsordning.[kilde mangler]

## Eksterne Henvisninger
- Bekendtgørelse af lov om valg til Folketinget